# شهرستان گنگزنو
شهرستان گنگزنو (به لهستانی: Powiat Gniezno) یک شهرستان در لهستان است که در استان لهستان بزرگ‌تر واقع شده‌است. شهرستان گنگزنو ۱٬۲۵۴٫۳۴ کیلومتر مربع مساحت و ۱۴۰٬۳۳۳ نفر جمعیت دارد.